# François Buloz
François Buloz (Vulbens, 20 settembre 1803 – Parigi, 12 gennaio 1877) è stato un regista teatrale, scrittore e editore francese.

## Biografia

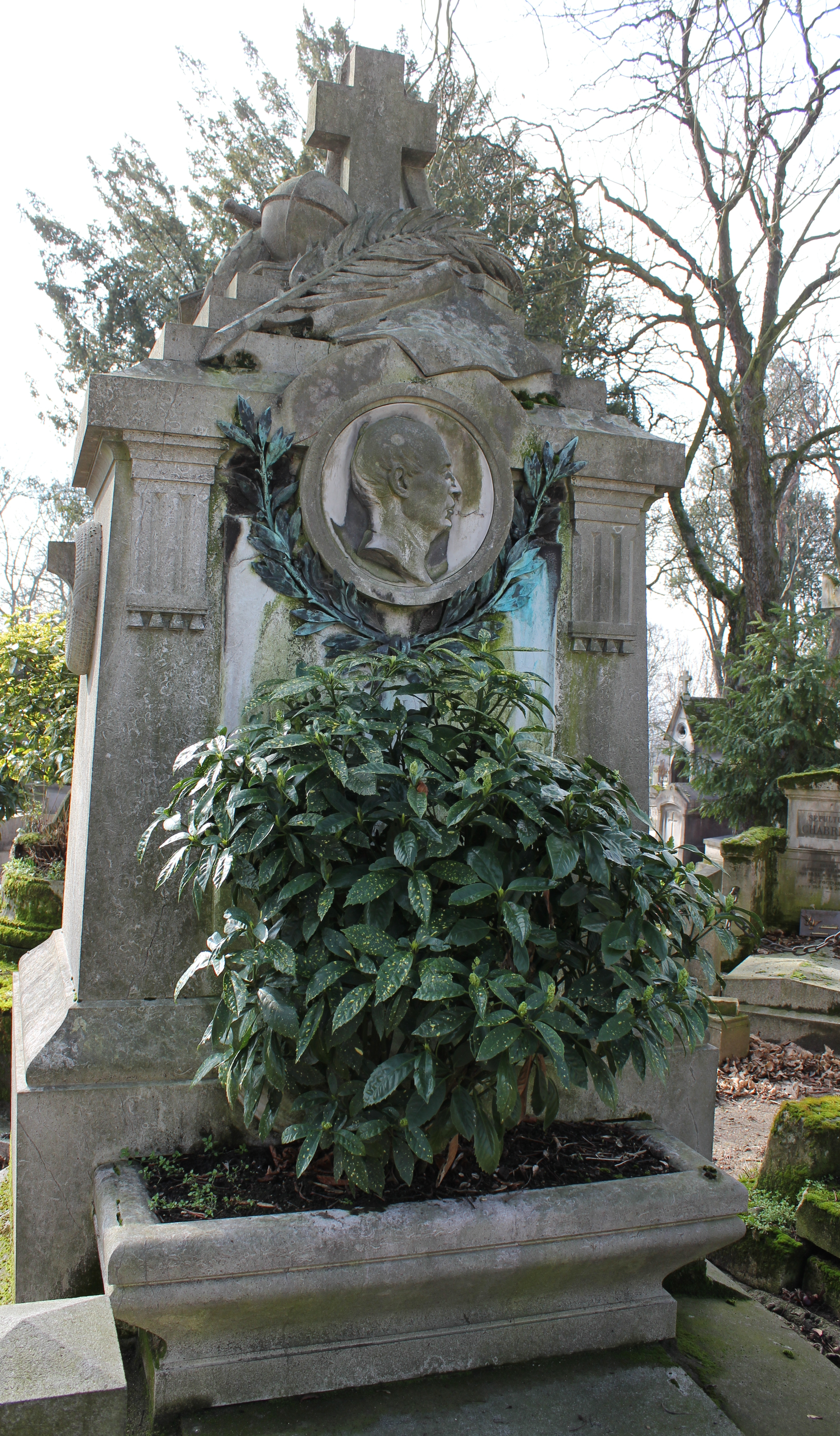
Tomba di François Buloz al Père-Lachaise

Nacque a Vulbens, nell'Alta Savoia, vicino a Ginevra, e morì a Parigi. Originariamente impiegato come chimico e poi come stampatore e correttore di bozze, divenne direttore della Revue des deux Mondes nel 1831. Facendo un audace cambiamento nella sua direzione, Buloz portò la rivista al culmine dell'editoria francese introducendo più celebri talenti letterari francese: Sainte-Beuve, Victor Hugo, Alfred de Vigny, Alfred de Musset, George Sand, Balzac, Dumas padre e infine Octave Feuillet, Hippolyte Taine e Ernest Renan.
Dal 17 ottobre 1838 al 2 marzo 1848, Buloz fu amministratore principale della Comédie-Française.